# Georg Pegel
Georg Arthur Pegel, född 24 december 1877 i Stockholm, död där 17 februari 1963, var en svensk kompositör, musikdirektör och musiker (oboe). Han var från 1907 gift med operasångerskan Otti Pegel. De var föräldrar till läkaren Ivar Pegel.
Pegel var extra oboist i Kungliga Hovkapellet 1896–1900 och ordinarie 1900–1938. Han blev associé i Kungliga Musikaliska Akademien 1915 och ledamot 1943.